# Жаксон де ля Шеврёз, Луи
Луи́ Жаксо́н де ля Шеврёз (фр. Louis-Marie-François Jacquesson de la Chevreuse; 1839—1903) — французский художник и композитор.

## Биография

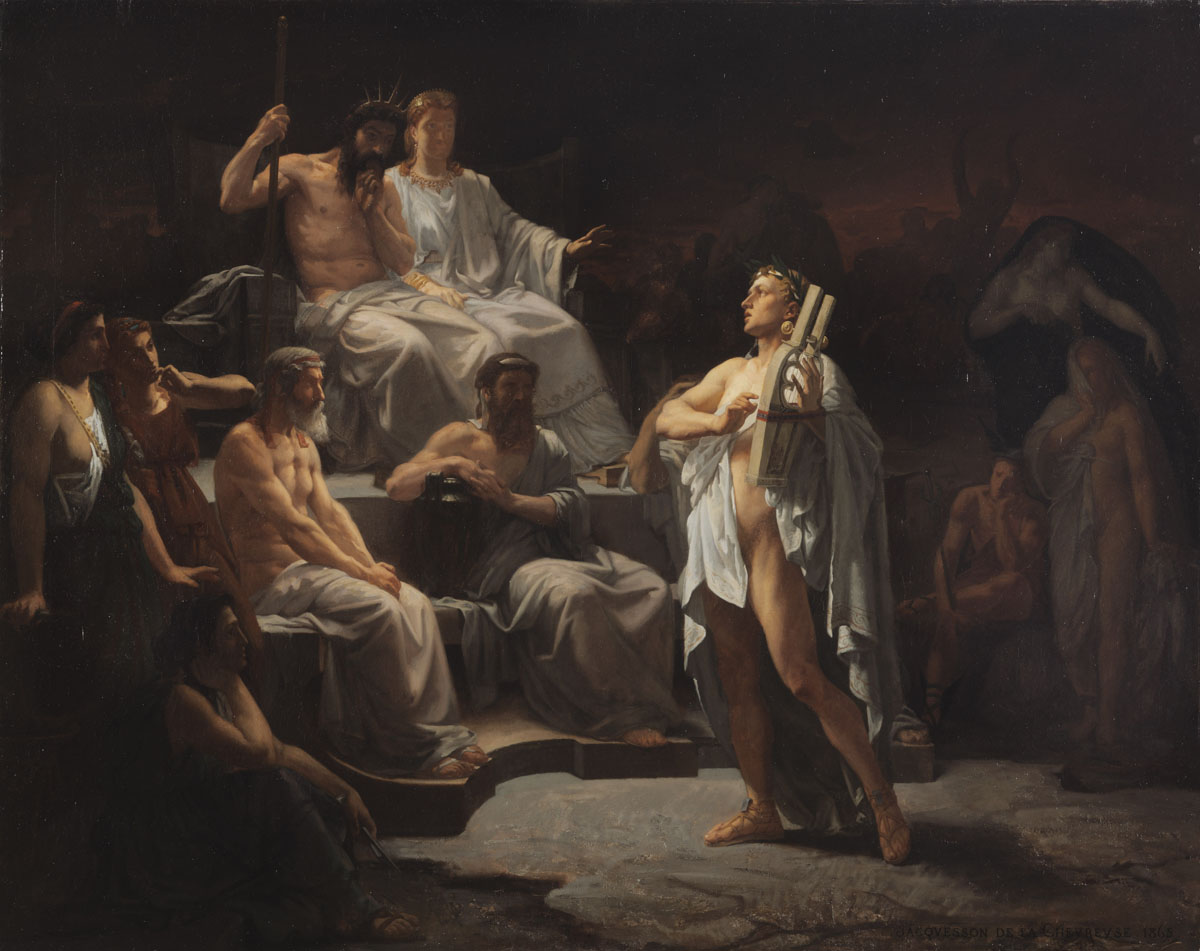
Орфей в аду

Родился 5 ноября 1839 года в Тулузе.
Первоначально изучал живопись под руководством отца, тоже художника. В 1857 году выиграл второй по величине муниципальный приз за живопись в Тулузе. Позже обучался в Школе изящных искусств в мастерских Фландрена, Энгра и Жерома.
В 1865 году выиграл Римскую премию за свою работу Orphée aux enfers («Орфей в аду»). В 1871 году он написал копию картины la Vierge Ван Дейка для церкви города Сен-Бозели, департамент Аверон.
До 1880 года помимо живописи преподавал искусство. Затем переключился на музыку, став композитором.
Умер в 1903 году в Париже.